# Tom M. Jensen
Tom Myggen Jensen (17. november 1924 i Hellerup – 16. januar 2008) var reklametegner og maler.
Han debuterede som maler i 1978. Han var naivistisk maler, der malede detaljerede billeder, der gengiver den jævne dansker. Hans billeder var fra hverdagen, i hjemmet, i baggården, på arbejdspladsen eller i kolonihaven med livet omkring en øl eller kaffekanden som det samlende midtpunkt.

## Hæder
- 1981 Decemberudstillingsfonden
- 1981 Det Wolffske Legat
- 1991 Lauritz Tetens' Tegnerpræmie
- 1994 Stefan Tkac-præmie Insita

## Ekstern henvisning
- Tom M. Jensen på Kunstindeks Danmark/Weilbachs Kunstnerleksikon